# 右大臣 (源氏物語)
右大臣（うだいじん・みぎのおとど）とは、源氏物語に登場する架空の人物。源氏物語の作中世界において右大臣の地位についた人物は何人か存在するが、人物として単に「右大臣」というときには桐壺巻において右大臣として登場した朱雀帝の外祖父にあたる人物のことをいう。

## 概要
桐壺巻から明石巻まで登場する。桐壺帝の東宮（後の朱雀帝）の外祖父であり、自身の孫が確実に皇位を嗣げるようにするために光源氏が臣籍降下するように取りはからう。同じ藤原氏である左大臣（の一族）とは激しく権力争いをしている一方で、緊張緩和のために四女を同家の嫡男頭中将に嫁がせている。
家風は派手好みで当世風であり（花宴）、意地の悪い性格だったとされる（賢木）。光源氏の庇護者・味方である左大臣と比べたとき、左大臣が桐壺帝からの信頼の厚い情け深い円満な人格者として描かれるのと比べると、この右大臣は身分は高く、東宮（後の朱雀帝）の外祖父であることから権力こそあるものの、光源氏と情を通じた朧月夜を光源氏の元に嫁がせようとするが弘徽殿大后の反対によりとりやめるなど周囲の意見に流されたり、宮中へ上がった朧月夜がなおも光源氏と通じていることを知った際には弘徽殿大后に話してしまって騒ぎを大きくしてしまうなど短慮に走る面を見せるなど、能力的・人格的には劣った人物として描かれていることがしばしばある。鶴見大学本などの一部の古系図などではこの人物は「悪大臣」と呼ばれている。

## モデル
この右大臣の邸宅が「二条」にあったとされていることについて、源氏物語が書かれた頃の二条には、藤原兼家が晩年に築き、兼家の死後その子道隆やその娘定子（枕草子の著者である清少納言の主人）らが住んでいた邸宅があった場所である。道隆は藤原道長の最大のライバルであり、かつ生前には摂政関白という高官にまで登りつめたものの、その死後権力は嫡男の伊周ではなくライバルの道長に移り一族は没落していった。このように生前には繁栄を極めたが死後一族は没落していったという点が似ていることなどから、この右大臣やその一族はこの一家がモデルなのではないかとする説がある。

## 家系
本文中に本人の氏族が明記されることはないが、同人の邸宅で催された宴が「藤の宴」とされており、同人が藤原氏であることを示唆しているのではないかともされる。
同人の子供としては、
- 右中弁[2]
- 四位少将[3]
- 籐大納言[4]
- 桐壺帝の妃であり朱雀帝の母である弘徽殿女御（弘徽殿大后）
- 蛍兵部卿宮の妻[5]
- 左大臣の子である頭中将の正妻となった四君[6]
- 五君[7]
- 朧月夜（六女）

などがいるとされる。

### 右大臣家
右大臣及び弘徽殿大后ら右大臣の子供たちの一族を総称して「右大臣家」あるいは「右大臣一族」という。右大臣が桐壺帝の東宮（後の朱雀帝）の外祖父であるため桐壺帝の時代から朱雀帝の時代にかけては非常に有力な一族である。朱雀帝が即位するとその勢力はますます強大なものとなり、光源氏は全ての公職を辞して都を離れて須磨に退去し、ライバルであった左大臣も自ら全ての公職を辞して隠居してしまい、対立する勢力が全く無くなってしまう。しかしながら光源氏の須磨退去の後、相次いで病気になるなどして不幸が襲い、右大臣が死去した後、右大臣家とは係わりのない冷泉帝（実は光源氏の子）が即位して光源氏が復権し、光源氏（及び光源氏に近い立場であった左大臣家の人々）が勢力を持つようになると、この右大臣家は極端に没落してしまい、最も光源氏のことを嫌っていた弘徽殿大后が、勢威を誇っていたときの自分たち右大臣一族がそれ以外の者たちにとっていた強権的な態度と比べて光源氏たちの寛容なことに感謝し、過去の態度を反省して恥じ入る姿が描かれている。その後も光源氏の女君の一人である朧月夜や頭中将の正妻となり柏木や紅梅らの母となった四君ら右大臣家の子供たちの動向はそれなりの重要性をもって描かれているものの、男の子供たちは頭中将を初めとする左大臣家の子供たちのように作中世界では力を持った存在では無くなっている。

## 登場する巻
右大臣は直接には以下の巻で登場し、本文中ではそれぞれ以下のように表記されている。
- 第01帖 桐壺 右大臣、春宮の祖父大臣、春宮の御祖父、右の大臣
- 第02帖 帚木 右の大臣
- 第04帖 夕顔 右の大い殿
- 第08帖 花宴 右の大い殿、父大臣、殿
- 第09帖 葵 大臣
- 第10帖 賢木 大臣、祖父大臣、大い殿
- 第12帖 須磨 大臣
- 第13帖 明石 太政大臣
- 第14帖 澪標 大臣

古系図などでは極官「太政大臣」と住居のあったとされる場所「二条」をもとに「二条太政大臣」と呼ばれることが多い。その他一部の古系図などでは「悪大臣」（あし大臣）などと呼ばれていることがある。

## 各巻での活動
桐壺帝の東宮（後の朱雀帝）の外祖父であることから勢威を誇っているが、桐壺帝の寵愛が桐壺更衣にあることや、高麗人の占い師による「この子供は帝王でもなく臣下でもない」という謎の予言などから皇位が桐壺更衣の子（光源氏）のものになることを恐れて皇位につくことが無いように臣籍降下させる。臣籍降下した際に光源氏の烏帽子親となり、また舅となった左大臣との関係を良好なものにするため自分の四の君を左大臣の嫡男である頭中将と結婚させる。（第01帖 桐壺）
宮中へ上げるつもりであった娘の朧月夜が光源氏と情を通じたことを知り、初めは朧月夜を光源氏の元に嫁がせようとするが弘徽殿大后の強い反対によりとりやめる。（第09帖 葵）
宮中へ上がった朧月夜がなおも光源氏と通じているのを知って弘徽殿大后に知らせて騒ぎ立て、光源氏の須磨退去の原因を作る。（第10帖 賢木）
太政大臣になるがその後まもなく死去する。死去した時点でかなりの高齢だったとされる。（第13帖 明石）